# Seznam dílů seriálu Grace a Frankie
Toto je Seznam dílů seriálu Grace a Frankie. Americký komediální televizní seriál Grace a Frankie byl zveřejněn na Netflixu. V sedmi řadách vzniklo celkem 94 dílů.

## Přehled řad
| Řada | Díly | Premiéra na Netflixu |
| ---- | ---- | -------------------- |
| 1    | 13   | 8. května 2015       |
| 2    | 13   | 6. května 2016       |
| 3    | 13   | 24. března 2017      |
| 4    | 13   | 19. ledna 2018       |
| 5    | 13   | 18. ledna 2019       |
| 6    | 13   | 15. ledna 2020       |
| 7    | 4    | 13. srpna 2021       |
| 7    | 12   | 29. dubna 2022       |

## Seznam dílů

### První řada (2015)
| Č. v seriálu | Č. v řadě | Původní název      | Český název          | Režie               | Scénář                                         | Premiéra na Netflixu |
| ------------ | --------- | ------------------ | -------------------- | ------------------- | ---------------------------------------------- | -------------------- |
| 1            | 1         | The End            | Konec                | Tate Taylor         | Marta Kauffman a Howard J. Morris              | 8. května 2015       |
| 2            | 2         | The Credit Cards   | Kreditní karty       | Scott Winant        | Marta Kauffman a Howard J. Morris              | 8. května 2015       |
| 3            | 3         | The Dinner         | Večeře               | Bryan Gordon        | Nancy Fichman a Jennifer Hoppe-House           | 8. května 2015       |
| 4            | 4         | The Funeral        | Pohřeb               | Tim Kirkby          | Alexa Junge                                    | 8. května 2015       |
| 5            | 5         | The Fall           | Pád                  | Betty Thomas        | Billy Finnegan                                 | 8. května 2015       |
| 6            | 6         | The Earthquake     | Zemětřesení          | Tristram Shapeero   | Jacquelyn Reingold                             | 8. května 2015       |
| 7            | 7         | The Spelling Bee   | Soutěž v hláskování  | Tim Kirkby          | Julieanne Smolinski                            | 8. května 2015       |
| 8            | 8         | The Sex            | Sex                  | Dennie Gordon       | David Budin a Brendan McCarthy                 | 8. května 2015       |
| 9            | 9         | The Invitation     | Pozvání              | Matt Shakman        | Billy Finnegan                                 | 8. května 2015       |
| 10           | 10        | The Elevator       | Výtah                | Miguel Arteta       | Laura Jacqmin                                  | 8. května 2015       |
| 11           | 11        | The Secrets        | Tajemství            | Andrew McCarthy     | Nancy Fichman a Jennifer Hoppe-House           | 8. května 2015       |
| 12           | 12        | The Bachelor Party | Rozlučka se svobodou | Julie Anne Robinson | Jacquelyn Reingold                             | 8. května 2015       |
| 13           | 13        | The Vows           | Slavnostní slib      | Dean Parisot        | Marta Kauffman, Howard J. Morris a Alexa Junge | 8. května 2015       |

### Druhá řada (2016)
| Č. v seriálu | Č. v řadě | Původní název   | Český název  | Režie             | Scénář                               | Premiéra na Netflixu |
| ------------ | --------- | --------------- | ------------ | ----------------- | ------------------------------------ | -------------------- |
| 14           | 1         | The Wish        | Přání        | Dean Parisot      | Marta Kauffman a Howard J. Morris    | 6. května 2016       |
| 15           | 2         | The Vitamix     | Vitamix      | Rebecca Asher     | Alexa Junge                          | 6. května 2016       |
| 16           | 3         | The Negotiation | Vyjednávání  | Trent O'Donnell   | Billy Finnegan                       | 6. května 2016       |
| 17           | 4         | The Road Trip   | Výlet        | Arlene Sanford    | Nancy Fichman a Jennifer Hoppe-House | 6. května 2016       |
| 18           | 5         | The Test        | Zkouška      | Andy Ackerman     | John Hoffman                         | 6. května 2016       |
| 19           | 6         | The Chicken     | Kuře         | Jann Turner       | Julie Durk                           | 6. května 2016       |
| 20           | 7         | The Boar        | Divočák      | Michael Showalter | Julieanne Smolinski                  | 6. května 2016       |
| 21           | 8         | The Anchor      | Kotva        | Melanie Mayron    | David Budin a Brendan McCarthy       | 6. května 2016       |
| 22           | 9         | The Goodbyes    | Loučení      | Jason Ensler      | Nancy Fichman a Jennifer Hoppe-House | 6. května 2016       |
| 23           | 10        | The Loophole    | Zadní vrátka | Lee Rose          | Billy Finnegan                       | 6. května 2016       |
| 24           | 11        | The Bender      | Flám         | Alex Hardcastle   | Brooke Wied a Alex Burnett           | 6. května 2016       |
| 25           | 12        | The Party       | Večírek      | Wendey Stanzler   | Alexa Junge                          | 6. května 2016       |
| 26           | 13        | The Coup        | Převrat      | Rebecca Asher     | Marta Kauffman a Howard J. Morris    | 6. května 2016       |

### Třetí řada (2017)
| Č. v seriálu | Č. v řadě | Původní název      | Český název      | Režie           | Scénář                            | Premiéra na Netflixu |
| ------------ | --------- | ------------------ | ---------------- | --------------- | --------------------------------- | -------------------- |
| 27           | 1         | The Art Show       | Výstava          | Marta Kauffman  | Marta Kauffman a Howard J. Morris | 24. března 2017      |
| 28           | 2         | The Incubator      | Inkubátor        | Arlene Sanford  | Billy Finnegan                    | 24. března 2017      |
| 29           | 3         | The Focus Group    | Výzkumná skupina | Ken Whittingham | Wil Calhoun                       | 24. března 2017      |
| 30           | 4         | The Burglary       | Vloupání         | Alex Hardcastle | Brendan McCarthy a David Budin    | 24. března 2017      |
| 31           | 5         | The Gun            | Pistole          | Rebecca Asher   | Julie Durk                        | 24. března 2017      |
| 32           | 6         | The Pot            | Tráva            | Andy Ackerman   | Julieanne Smolinski               | 24. března 2017      |
| 33           | 7         | The Floor          | Podlaha          | Rebecca Asher   | Alexa Junge                       | 24. března 2017      |
| 34           | 8         | The Alert          | Pohotovost       | Melanie Mayron  | John Hoffman                      | 24. března 2017      |
| 35           | 9         | The Apology        | Omluva           | Ken Whittingham | Alex Kavallierou a Sara Lohman    | 24. března 2017      |
| 36           | 10        | The Labels         | Štítky           | Arlene Sanford  | Alex Burnett a Brooke Wied        | 24. března 2017      |
| 37           | 11        | The Other Vibrator | Druhý vibrátor   | Rebecca Asher   | Billy Finnegan                    | 24. března 2017      |
| 38           | 12        | The Musical        | Muzikál          | Arlene Sanford  | Wil Calhoun                       | 24. března 2017      |
| 39           | 13        | The Sign           | Znamení          | Rebecca Asher   | Marta Kauffman a Howard J. Morris | 24. března 2017      |

### Čtvrtá řada (2018)
| Č. v seriálu | Č. v řadě | Původní název         | Český název       | Režie                  | Scénář                            | Premiéra na Netflixu |
| ------------ | --------- | --------------------- | ----------------- | ---------------------- | --------------------------------- | -------------------- |
| 40           | 1         | The Lodger            | Podnájem          | Alex Hardcastle        | Marta Kauffman a Howard J. Morris | 19. ledna 2018       |
| 41           | 2         | The Scavengender Hunt | Honba za pokladem | Ken Whittingham        | Marta Kauffman a Howard J. Morris | 19. ledna 2018       |
| 42           | 3         | The Tappys            | Nominace          | Rebecca Asher          | Billy Finnegan                    | 19. ledna 2018       |
| 43           | 4         | The Expiration Date   | Datum spotřeby    | Alex Hardcastle        | John Hoffman                      | 19. ledna 2018       |
| 44           | 5         | The Pop-Ups           | Prodejní stánek   | Rebecca Asher          | Julia Durk                        | 19. ledna 2018       |
| 45           | 6         | The Hinge             | Panty             | Ken Whittingham        | Julieanne Smolinksi               | 19. ledna 2018       |
| 46           | 7         | The Landline          | Pevná linka       | Randall Keenan Winston | Michael Platt a Barry Safchik     | 19. ledna 2018       |
| 47           | 8         | The Lockdown          | Zákaz vycházení   | Gail Lerner            | David Budin a Brendan McCarthy    | 19. ledna 2018       |
| 48           | 9         | The Knee              | Koleno            | Rebecca Asher          | Gretchen Enders                   | 19. ledna 2018       |
| 49           | 10        | The Death Stick       | Smrtící kolík     | Ken Whittingham        | Brooke Wied                       | 19. ledna 2018       |
| 50           | 11        | The Tub               | Vana              | Rebecca Asher          | Alex Burnett                      | 19. ledna 2018       |
| 51           | 12        | The Rats              | Krysy             | Alan Poul              | Sara Lohman a Alex Kavallierou    | 19. ledna 2018       |
| 52           | 13        | The Home              | Domov             | Marta Kauffman         | Melissa DiNicola a Billy Finnegan | 19. ledna 2018       |

### Pátá řada (2019)
| Č. v seriálu | Č. v řadě | Původní název   | Český název          | Režie                  | Scénář                            | Premiéra na Netflixu |
| ------------ | --------- | --------------- | -------------------- | ---------------------- | --------------------------------- | -------------------- |
| 53           | 1         | The House       | Dům                  | Michael Showalter      | Marta Kauffman a Howard J. Morris | 18. ledna 2019       |
| 54           | 2         | The Squat       | Squat                | Ken Whittingham        | Billy Finnegan                    | 18. ledna 2019       |
| 55           | 3         | The Aide        | Asistence            | Kyra Sedgwick          | Barry Safchik a Michael Platt     | 18. ledna 2019       |
| 56           | 4         | The Crosswalk   | Přechod              | John Hoffman           | John Hoffman                      | 18. ledna 2019       |
| 57           | 5         | The Pharmacy    | Lékárna              | Randall Keenan Winston | Julie Durk                        | 18. ledna 2019       |
| 58           | 6         | The Retreat     | Dámská jízda         | Rebecca Asher          | Julieanne Smolinski               | 18. ledna 2019       |
| 59           | 7         | The Tremor      | Chvění               | Ken Whittingham        | David Budin a Brendan McCarthy    | 18. ledna 2019       |
| 60           | 8         | The Ceremony    | Obřad                | Rebecca Asher          | Brooke Wied                       | 18. ledna 2019       |
| 61           | 9         | The Website     | Stránky              | Silver Tree            | Alex Burnett                      | 18. ledna 2019       |
| 62           | 10        | The Highs       | Flám                 | Ken Whittingham        | Alex Kavallierou                  | 18. ledna 2019       |
| 63           | 11        | The Video       | Video                | David Warren           | David Budin a Brendan McCarthy    | 18. ledna 2019       |
| 64           | 12        | The Wedding     | Svatba               | Alex Hardcastle        | Ben Siskin a Billy Finnegan       | 18. ledna 2019       |
| 65           | 13        | The Alternative | Alternativní realita | Marta Kauffman         | Marta Kauffman a Howard J. Morris | 18. ledna 2019       |

### Šestá řada (2020)
| Č. v seriálu | Č. v řadě | Původní název       | Český název        | Režie            | Scénář                            | Premiéra na Netflixu |
| ------------ | --------- | ------------------- | ------------------ | ---------------- | --------------------------------- | -------------------- |
| 66           | 1         | The Newlyweds       | Novomanželé        | Marta Kauffman   | Marta Kauffman a Howard J. Morris | 15. ledna 2020       |
| 67           | 2         | The Rescue          | Záchrana           | David Warren     | David Budin a Brendan McCarthy    | 15. ledna 2020       |
| 68           | 3         | The Trophy Wife     | Trofejní manželka  | Ken Whittingham  | Julie Durk                        | 15. ledna 2020       |
| 69           | 4         | The Funky Walnut    | Rozlousknutý ořech | John Hoffman     | John Hoffman                      | 15. ledna 2020       |
| 70           | 5         | The Confessions     | Přiznání           | Betty Thomas     | Julieanne Smolinski               | 15. ledna 2020       |
| 71           | 6         | The Bad Hearer      | Špatný posluchač   | Marta Cunningham | Alex Burnett                      | 15. ledna 2020       |
| 72           | 7         | The Surprises       | Překvapení         | Ken Whittingham  | Barry Safchik a Michael Platt     | 15. ledna 2020       |
| 73           | 8         | The Short Rib       | Žebra              | Marta Kauffman   | Brooke Wied                       | 15. ledna 2020       |
| 74           | 9         | The One-At-A-Timing | Jeden po druhém    | Rebecca Asher    | Elena Crevello                    | 15. ledna 2020       |
| 75           | 10        | The Scent           | Vůně               | Ken Whittingham  | David Budin a Brendan McCarthy    | 15. ledna 2020       |
| 76           | 11        | The Laughing Stock  | Otloukánek         | Alex Hardcastle  | Alex Levy a Ben Siskin            | 15. ledna 2020       |
| 77           | 12        | The Tank            | Den D              | Rebecca Asher    | Alex Kavallierou                  | 15. ledna 2020       |
| 78           | 13        | The Change          | Změna              | Marta Kauffman   | Marta Kauffman a Howard J. Morris | 15. ledna 2020       |

### Sedmá řada (2021–2022)

#### První část (2021)
| Č. v seriálu | Č. v řadě | Původní název    | Český název  | Režie           | Scénář                            | Premiéra na Netflixu |
| ------------ | --------- | ---------------- | ------------ | --------------- | --------------------------------- | -------------------- |
| 79           | 1         | The Roomies      | Spolubydlící | Marta Kauffman  | Marta Kauffman a Howard J. Morris | 13. srpna 2021       |
| 80           | 2         | The Arraignment  | Žaloba       | Alex Hardcastle | Julie Durk                        | 13. srpna 2021       |
| 81           | 3         | The Bunny        | Zajda        | Gail Lerner     | Barry Safchik a Michael Platt     | 13. srpna 2021       |
| 82           | 4         | The Circumcision | Obřízka      | David Warren    | Ben Siskin                        | 13. srpna 2021       |

#### Druhá část (2022)
| Č. v seriálu | Č. v řadě | Původní název       | Český název     | Režie           | Scénář                                      | Premiéra na Netflixu |
| ------------ | --------- | ------------------- | --------------- | --------------- | ------------------------------------------- | -------------------- |
| 83           | 5         | The Raccoon         | Mýval           | Betty Thomas    | Elena Crevello                              | 29. dubna 2022       |
| 84           | 6         | The Wire            | Štěnice         | Gail Mancuso    | Alex Kavallierou                            | 29. dubna 2022       |
| 85           | 7         | The Psychic         | Vědma           | Molly McGlynn   | Brendan McCarthy                            | 29. dubna 2022       |
| 86           | 8         | The Bonida Bandidas | Bonida Bandidas | Marta Kauffman  | David Budin                                 | 29. dubna 2022       |
| 87           | 9         | The Prediction      | Předpověď       | Todd Holland    | Alex Burnett                                | 29. dubna 2022       |
| 88           | 10        | The Panic Attacks   | Záchvaty paniky | David Warren    | Alex Levy a Pete Swanson                    | 29. dubna 2022       |
| 89           | 11        | The Horrible Family | Hrozná rodina   | Kelly Park      | Brooke Wied                                 | 29. dubna 2022       |
| 90           | 12        | The Casino          | Kasino          | Ken Whittingham | Julie Durk, Alex Burnett a Elena Crevello   | 29. dubna 2022       |
| 91           | 13        | The Last Hurrah     | Poslední aférka | Molly McGlynn   | James Newmyer a Brendan McCarthy            | 29. dubna 2022       |
| 92           | 14        | The Paprikash       | Kuře na paprice | Rebecca Asher   | Alex Kavallierou, Brooke Wied a David Budin | 29. dubna 2022       |
| 93           | 15        | The Fake Funeral    | Falešný pohřeb  | Alex Hardcastle | Barry Safchik a Michael Platt               | 29. dubna 2022       |
| 94           | 16        | The Beginning       | Začátek         | Marta Kauffman  | Marta Kauffman a Howard J. Morris           | 29. dubna 2022       |